# Joeropsis pleurion
Joeropsis pleurion är en kräftdjursart som beskrevs av Brian Frederick Kensley och Marilyn Schotte 2002. Joeropsis pleurion ingår i släktet Joeropsis och familjen Joeropsididae.
Artens utbredningsområde är Aldabra. Inga underarter finns listade i Catalogue of Life.